# Yuki Kashiwagi
Yuki Kashiwagi (柏木由紀, Kashiwagi Yuki, née le 15 juillet 1991 à Kagoshima, Japon) est une idole japonaise, membre des groupes de J-pop AKB48, de ses sous-groupes French Kiss et Team Dragon from AKB48.
Elle rejoint AKB48 fin 2006, et en deviendra capitaine de la Team B. Elle sort son premier photobook solo en 2009, et ses deux premiers DVD solo en 2010. Elle commence une carrière en solo en sortant son premier single en février 2013.
En février 2014, elle perd son titre de capitaine de la Team B. Elle maintient néanmoins une position dans cette Team et en obtient une double chez la Team N du groupe-sœur NMB48. Cette dernière fut abolie en mars 2015.

## Discographie

### En solo
Singles
1. 6 février 2013 - Shortcake (ショートケーキ?)
2. 16 octobre 2013 - Birthday wedding

## Divers
Photobooks
- 2009.09.28 : Kashiwagi Yuki First Photobook "Ijou Kashiwagi Yuki Deshita"
- 2012.04.19 : Kashiwagi Yuki Second Photobook "Yu, Yu, Yukirin"

DVD
- 2010.02.24 : Kashiwagi Yuki 1st DVD "Ijou Kashiwagi Yuki Deshita"
- 2010.07.28 : Kashiwagi Yuki 2nd DVD "Love Letter"